# The Book of Unwritten Tales: The Critter Chronicles
The Book of Unwritten Tales: The Critter Chronicles est un jeu vidéo d'aventure en pointer-et-cliquer développé par King Art Games et édité par Nordic Games, sorti en 2012 sur Windows, Mac et Linux.
Il s'agit de la préquelle de The Book of Unwritten Tales et est sorti avant The Book of Unwritten Tales 2.

## Accueil
- Adventure Gamers : 3,5/5[1]
- Canard PC : 7/10[2]